# Petlyakov Pe-3
Petlyakov Pe-3 là một phiên bản máy bay tiêm kích bay đêm tầm xa của mẫu máy bay ném bom tốc độ cao Petlyakov Pe-2 rất thành công trước đó, Pe-3 được trang bị cho Không quân Liên Xô trong Chiến tranh thế giới II.
Thiết kế và cách trang bị của Pe-3 theo cách nào đó có thể so sánh với các loại máy bay như Junkers Ju 88 của Đức và De Havilland Mosquito của Anh. Liên Xô nhận ra sự cần thiết phải có một mẫu máy bay tiêm kích bay đêm sau trận ném bom ban đêm đầu tiên tại Moscow trong Chiến dịch Barbarossa. Petlyakov Pe-2 được lựa chọn để sửa đổi như mẫu máy bay sẵn có phù hợp nhất.
Ban đầu nó được sử dụng cho các phi vụ cường kích trong Trận Moskva, nhưng điều này lại cho thấy sự tốn kém khi máy bay dễ bị tổn thương do không được bọc thép. Lớp giáp và vũ khí được trang bị thêm cho các máy bay có sẵn để nó hoạt động hiệu quả hơn, nhưng việc dì chuyển nhà máy duy nhất chế tạo Pe-3 vào tháng 10/1941 đã hạn chế số lượng máy bay sẵn có và nhiều đơn vị sử dụng Pe-3 của Không quân Liên Xô đã bị giải thể hoặc chuyển sang dùng loại máy bay khác. Dù việc sản xuất bị dừng lại và tái khởi động lại nhiều lần, Pe-3 vẫn được sử dụng trong suốt Chiến tranh thế giới II. Hầu hết các mẫu sản xuất cuối cùng đều trang bị cho các đơn vị trinh sát.

## Lịch sử hoạt động
Pe-3 đầu tiên được sử dụng bởi Trung đoàn ném bom tốc độ cao 95th vào tháng 8 năm 1941 và ban đầu nó đã cam kết với tấn công mặt đất và đóng vai trò hộ tống sau khi đào tạo lại thông qua tháng 9. Nó được đổi tên là Trung đoàn tiêm kích 95th vào ngày 25 tháng 9 và giao cho Quân đoàn tiêm kích 6th của PVO bảo vệ Moscow. Một vài ngày sau 6 chiếc Pe-3 hộ tống chiếc C-47 mang theo một phái đoàn quân sự của Anh bay từ Vologda tới Moscow và đánh bại nhiều cuộc tấn công của Đức trên tàu vận tải. Pe -3 bắn phá quân lính Đức khi họ tiếp cận Moscow trong Chiến dịch Typhoon. Ngày 24 tháng 10, Trung đoàn tiêm kích 208th và 9th với tổng số 27 chiếc Pe-3 giữa họ, tấn công các sân bay Đức tại Kalinin, tuyên bố 30 máy bay Đức bị phá hủy cho sự mất mát của năm máy bay của Liên Xô và các phi công, bao gồm cả chỉ huy của Trung đoàn 208th, Thiếu S. Kibirinym. Trung đoàn ném bom 9th, 40th, 54th và 511th cũng nhận được Pe-3 trong tháng 9 và thực hiện nhiệm vụ tương tự. Khoảng 50 chiếc máy bay đã bị mất trong ba tháng đầu tiên chiến đấu của Pe-3, chiếm khoảng 25 % số máy bay được sản xuất. Đây là một tỷ lệ tổn thất rất cao và một số đơn vị bắt đầu thực hiện nhiệm vụ trinh sát ít rủi ro để giảm thiểu thương vong. Pe-3 đã được sử dụng cho các Trung đoàn trinh sát 1st, 2nd  và 3rd vào tháng 10 rất tốt.
Với việc sản xuất bị chấm dứt vào tháng 10 do việc di chuyển nhà máy, số lượng có sẵn Pe-3 không thể duy trì như nhiều đơn vị, nhiều đơn vị bắt đầu chuyển đổi sang máy bay khác. Trung đoàn ném bom nhanh 40th đã được tái chỉ định thành trung đoàn trinh sát tầm xa 40th vào ngày 15 tháng 12 và thu hết 5 chiếc Pe -3 trên 01 tháng 5 năm 1942  và 11 chiếc vào ngày 1 tháng 1 năm 1943. Trung đoàn ném bom 9th được giao nhiệm vụ trực tiếp cho Tham mưu trưởng Không quân vào cuối tháng 11 năm 1941 và nhận thêm nhiệm vụ của tập đoàn hàng đầu của máy bay chiến đấu và máy bay tấn công các mục tiêu của họ vì các phi công của họ không thể điều hướng của chính mình. Hơn 2000 máy bay được dẫn đến mục tiêu của họ theo cách này trước khi trung đoàn đã được chuyển đổi sang vai trò khác. Trung đoàn ném bom 54th dường như đã được giải tán vào ngày hoặc sau 20 tháng 5 năm 1942. Trung đoàn ném bom tầm ngắn 208th mất 10 máy bay trước khi nó chuyển phi công còn sống sót của nó và máy bay tới Trung đoàn tiêm kích 95th vào giữa tháng 1 năm 1942 và cải cách trên chiếc Ilyushin Il-2. Ngày 05 tháng 2 năm 1942 Trung đoàn ném bom 511th đặt căn cứ tại Tula và mất 38 chiếc Pe-3 của họ bởi cuộc không kích dữ dội của Đức. Trung đoàn đã bị giải tán vào cuối tháng 3 năm 1942 vì thiếu máy bay. Trung đoàn tiêm kích 95th đã được chuyển giao vào ngày 1 tháng 3 năm 1942 cho Không quân của Hạm đội Phương Bắc, nơi nó thực hiện nhiệm vụ hộ tống đoàn xe, tấn công mặt đất và trinh sát hỗ trợ của Hạm đội. Hoạt động của Pe-3 vào cuối năm 1942 khi một số phi hành đoàn của nó, đã chọn những chiếc máy bay mới, đã được chuyển hướng để tham gia vào trận đánh Stalingrad, mặc dù hầu hết các máy bay sản xuất năm 1942 đã được trao cho các Trung đoàn trinh sát riêng biệt tầm xa 2nd, 4th và 40th.
Một chiếc Pe-3 đã bị bắt bởi quân Phần Lan khi bị buộc phải hạ cánh khẩn cấp trong đất đầm lầy gần hồ Inari ngày 28 Tháng 11 năm1942. Nó còn tương đối nguyên vẹn và đã được phục hồi, sửa chữa và đưa vào hoạt động với tên gọi PE-301. Nó phục vụ PLeLv 48 và được chuyển đổi thành một máy bay trinh sát hình ảnh vào năm 1944 trước khi bị phá hủy bởi một cuộc đột kích ném bom của Liên Xô trên các sân bay tại Lappeenranta nagfy 02 tháng 7 năm 1944. Nó đã bay hơn 222 giờ phục vụ Phần Lan.
Radar không vận Gneiss-2 đã được đánh giá trong Pe-3 bắt đầu vào tháng 7 năm 1942 và nó đã được gửi đến cả Moscow và Stalingrad cho các thử nghiệm chiến đấu vào cuối năm 1942. Một đợt thử nghiệm được thực hiện bởi máy bay của 2 đội máy bay chiến đấu của quân PVO tại Leningrad giữa tháng 2 và tháng 5 năm 1943 và nó đã được chấp thuận cho hoạt động vào tháng tới. Rất ít xuất hiện để triển khai, chỉ 15 cái được trang bị trên Pe-3.

## Biến thể

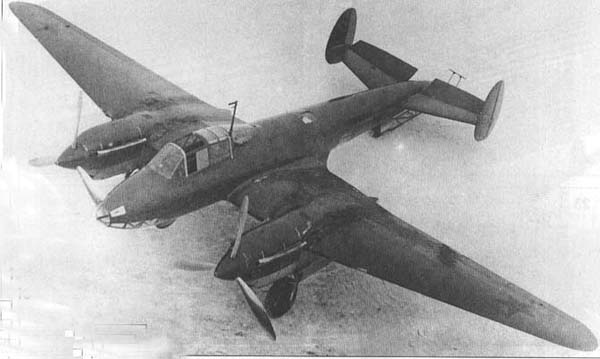
Pe-2, mẫu máy bay dùng để tạo ra Pe-3.

Pe-3
Mẫu sản xuất đầu tiên, 207 chiếc.
Pe-3bis
Phiên bản nâng cấp đưa vào sản xuất năm 1942; 152 chiếc.
Pe-3M
Tên định danh đôi khi dùng cho các máy bay sản xuất năm 1944.

## Quốc gia sử dụng
Phần Lan
- Không quân Phần Lan sử dụng 1 chiếc chiếm được.

 Liên Xô
- VVS
- PVO
- Không quân Hải quân
- Danh sách các trung đoàn:
  - Trung đoàn tiêm kích 95th [9]
  - Trung đoàn tiêm kích 208th [7]
  - Trung đoàn ném bom 9th
  - Trung đoàn ném bom nhanh 40th, sau này là trung đoàn trinh sát riêng tầm xa 40th
  - Trung đoàn ném bom 54th
  - Trung đoàn ném bom tốc độ cao 95th, sau này là trung đoàn tiêm kích 95th[9]
  - Trung đoàn ném bom tầm ngắn 208th, sau này là trung đoàn tiêm kích 208th[7]
  - Trung đoàn ném bom 511th
  - Trung đoàn trinh sát riêng biệt 1st
  - Trung đoàn trinh sát riêng biệt tầm xa 2nd
  - Trung đoàn trinh sát riêng biệt 3rd
  - Trung đoàn trinh sát riêng biệt tầm xa 4th
  - Trung đoàn trinh sát riêng biệt tầm xa 40th
    - Lưu ý rằng trung đoàn chi nhánh thường xuyên thay đổi

## Tính năng kỹ chiến thuật (Petlyakov Pe-3bis)
Gordon, Soviet Airpower in World War 2

### Đặc điểm riêng
- Tổ lái: 2
- Chiều dài: 12,66 m (41 ft 6 in)
- Sải cánh: 17,13 m (56 ft 2 in)
- Diện tích cánh: 40,5 m2 (436 sq ft)
- Trọng lượng rỗng: 5.858 kg (12.915 lb)
- Trọng lượng có tải: 8.000 kg (17.637 lb)
- Động cơ: 2 × Klimov M-105RA, 820 kW (1.100 hp) mỗi chiếc

### Hiệu suất bay
- Vận tốc cực đại: 530 km/h (329 mph; 286 kn)
- Tầm bay: 1.500 km (932 mi; 810 nmi)
- Trần bay: 9.100 m (29.856 ft)

### Vũ khí
- 1 khẩu pháo ShVAK 20 mm ở mũi
- 2 khẩu súng máy UBK 12,7 mm ở thân
- 1 khẩu súng máy UBT 12,7 mm ở lưng
- 1 khẩu súng máy ShKAS 7,62 mm ở đuôi
- Bom: mang được tới 700 kg (1,543 lb)